# Didymodon vinealis
Didymodon vinealis là một loài Rêu trong họ Pottiaceae. Loài này được (Brid.) R.H. Zander mô tả khoa học đầu tiên năm 1978.

## Hình ảnh

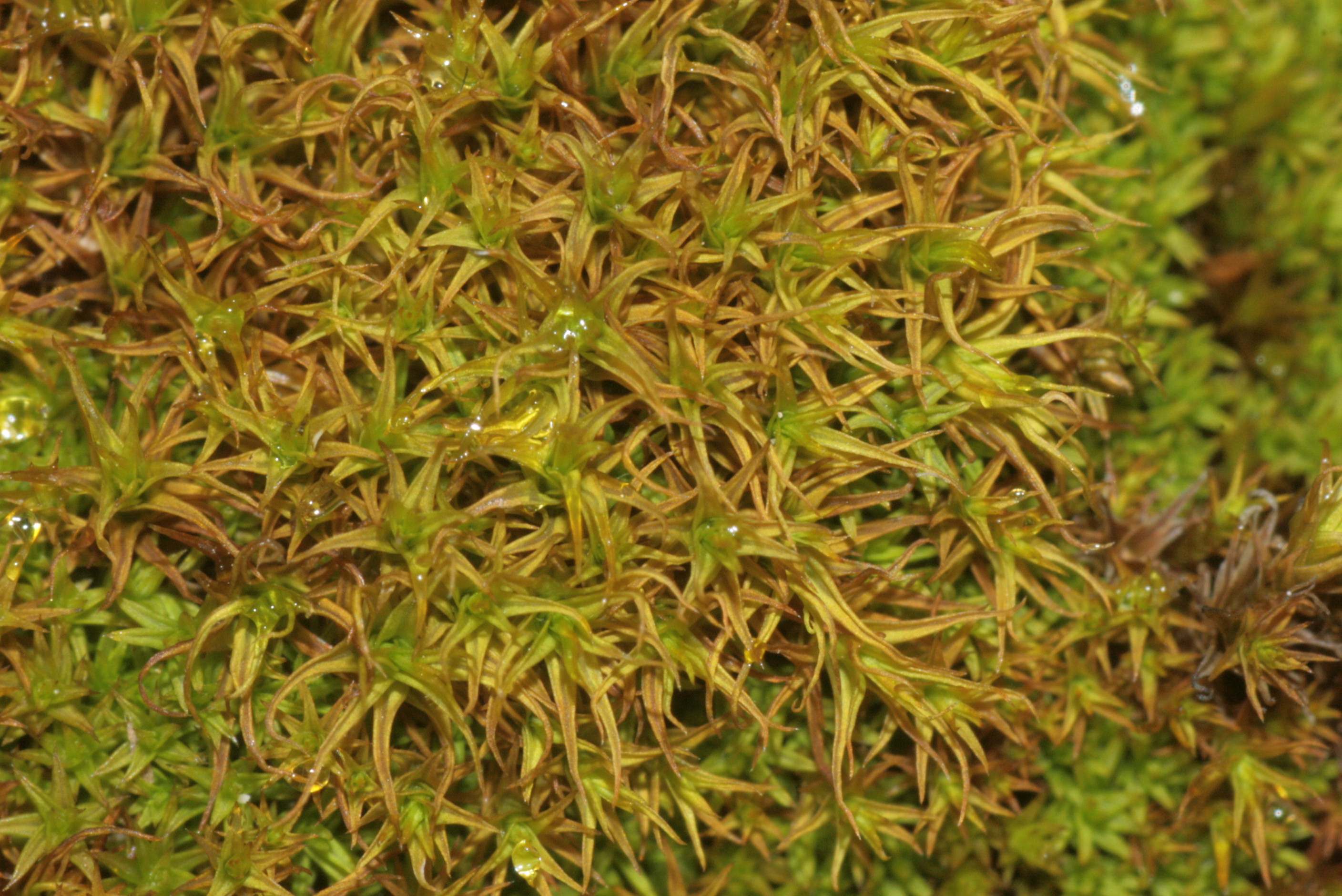
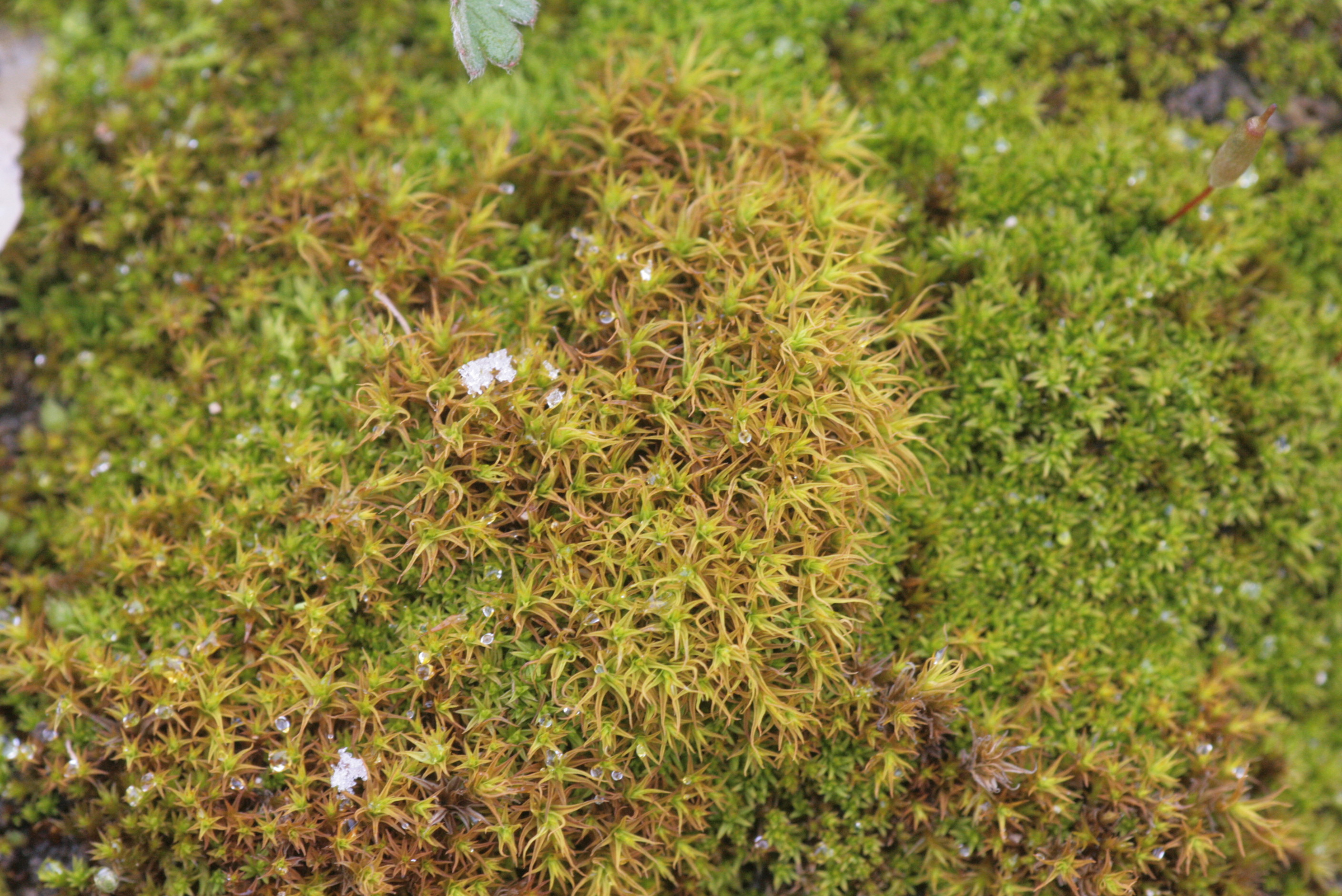
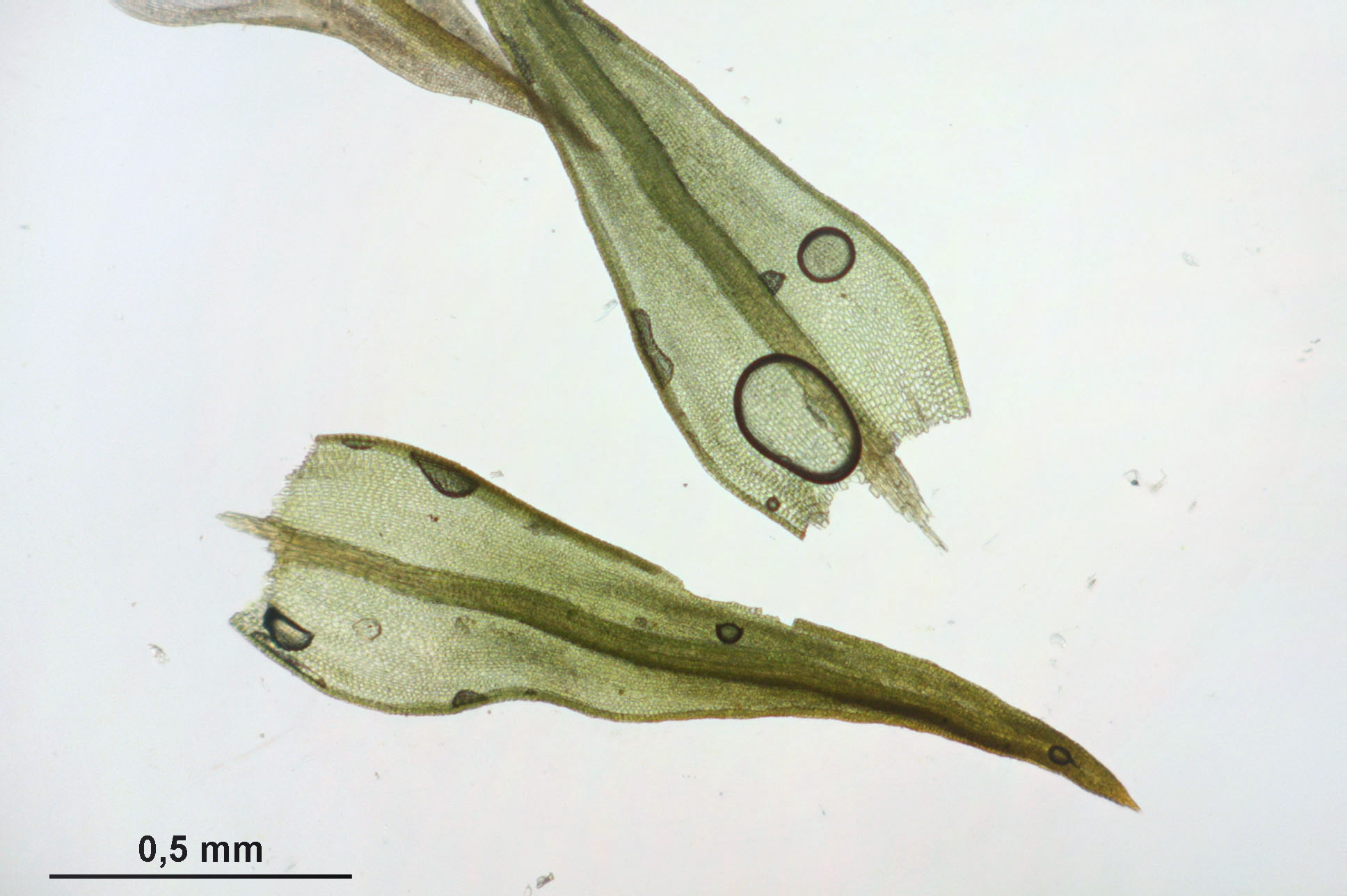
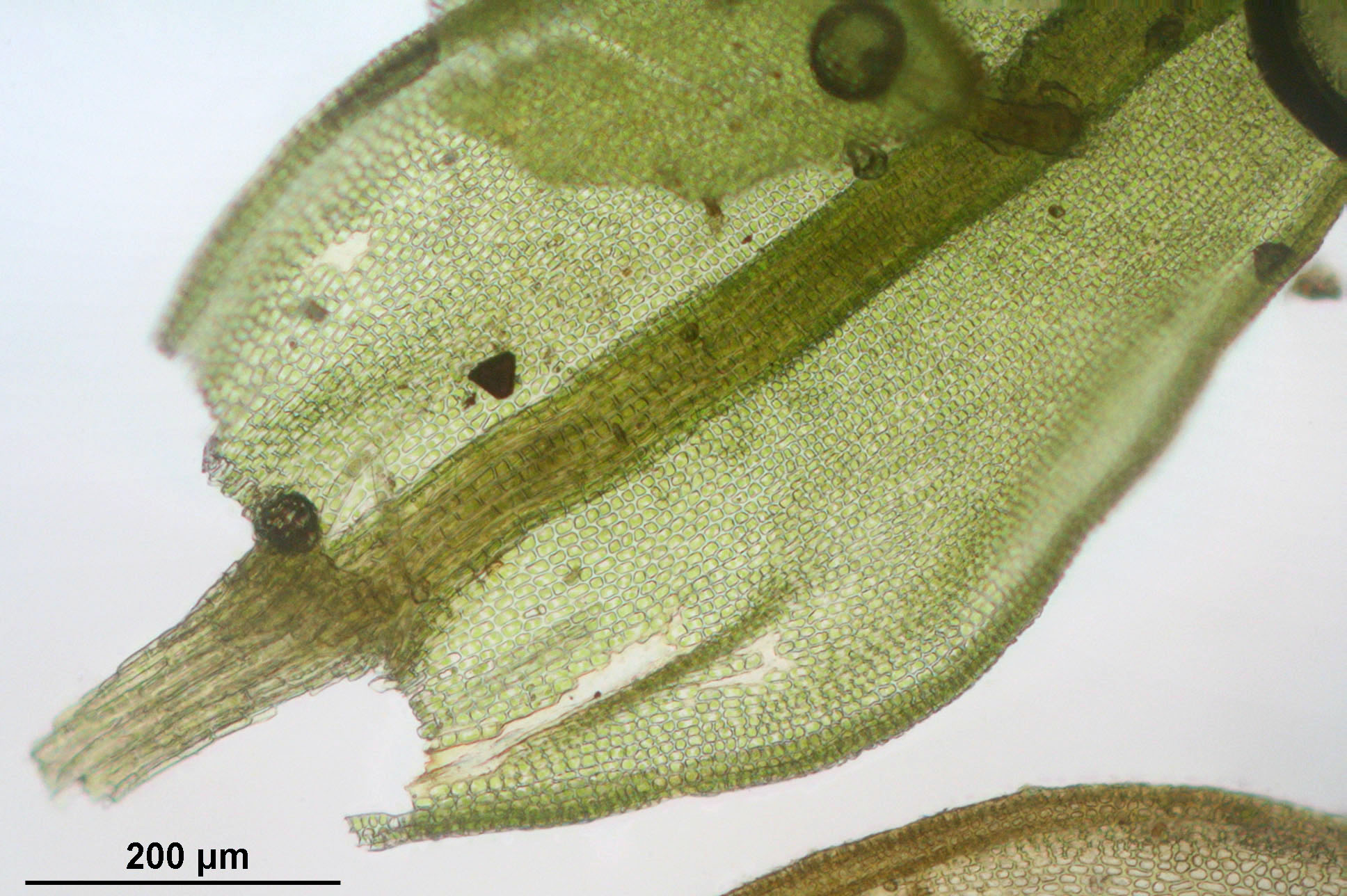